# Yeong Yin Kwang
Yeong Yin Kwang es un deportista hongkonés que compitió en taekwondo. Ganó una medalla de bronce en el Campeonato Asiático de Taekwondo de 1988 en la categoría de –64 kg.

## Palmarés internacional
| Campeonato Asiático | Campeonato Asiático | Campeonato Asiático | Campeonato Asiático |
| Año                 | Lugar               | Medalla             | Categoría           |
| ------------------- | ------------------- | ------------------- | ------------------- |
| 1988                | Katmandú ()         | Medalla de bronce   | –64 kg              |